# ويليام هيوز
ويليام هيوز (بالإنجليزية: William Hughes)‏ هو قاضي ومحامي وسياسي أمريكي، ولد في 3 أبريل 1872 في جمهورية أيرلندا، وتوفي في 30 يناير 1918 في ترنتون في الولايات المتحدة. حزبياً، نشط في الحزب الديمقراطي. وقد انتخب عضو مجلس النواب الأمريكي وانتخب عضو مجلس الشيوخ الأمريكي.